# 福尔巴克
福尔巴克（法語：Forbach，法語發音：[fɔʁ.bak]，德語發音：[ˈfɔʁbax]），法国东北部城市，大东部大区摩泽尔省的一个市镇，同时也是该省的一个副省会，下辖福尔巴克-布莱摩泽尔区，其市镇面积为16.3平方公里，2022年1月1日时人口数量为21,111人，是该省人口第四多的市镇，在所有法国城市中排名第420位。
福尔巴克位于摩泽尔省北部，距离德法边境不足5公里，市区位于一处山谷之中，中世纪时形成城镇，工业革命时期因洛林矿区的开采而聚集了大量人口，现代则是一个区域性的工商业中心，与德国萨尔布吕肯及附近的数十个市镇组成了大型的跨国城市区。

## 地名来源
“福尔巴克”一名来源于日耳曼语，其中前缀与现代法语单词同源，意为“森林”；而后缀则来源于古高地德语单词，意为“小溪”，这一名称可能与当地的自然环境有关。

## 历史

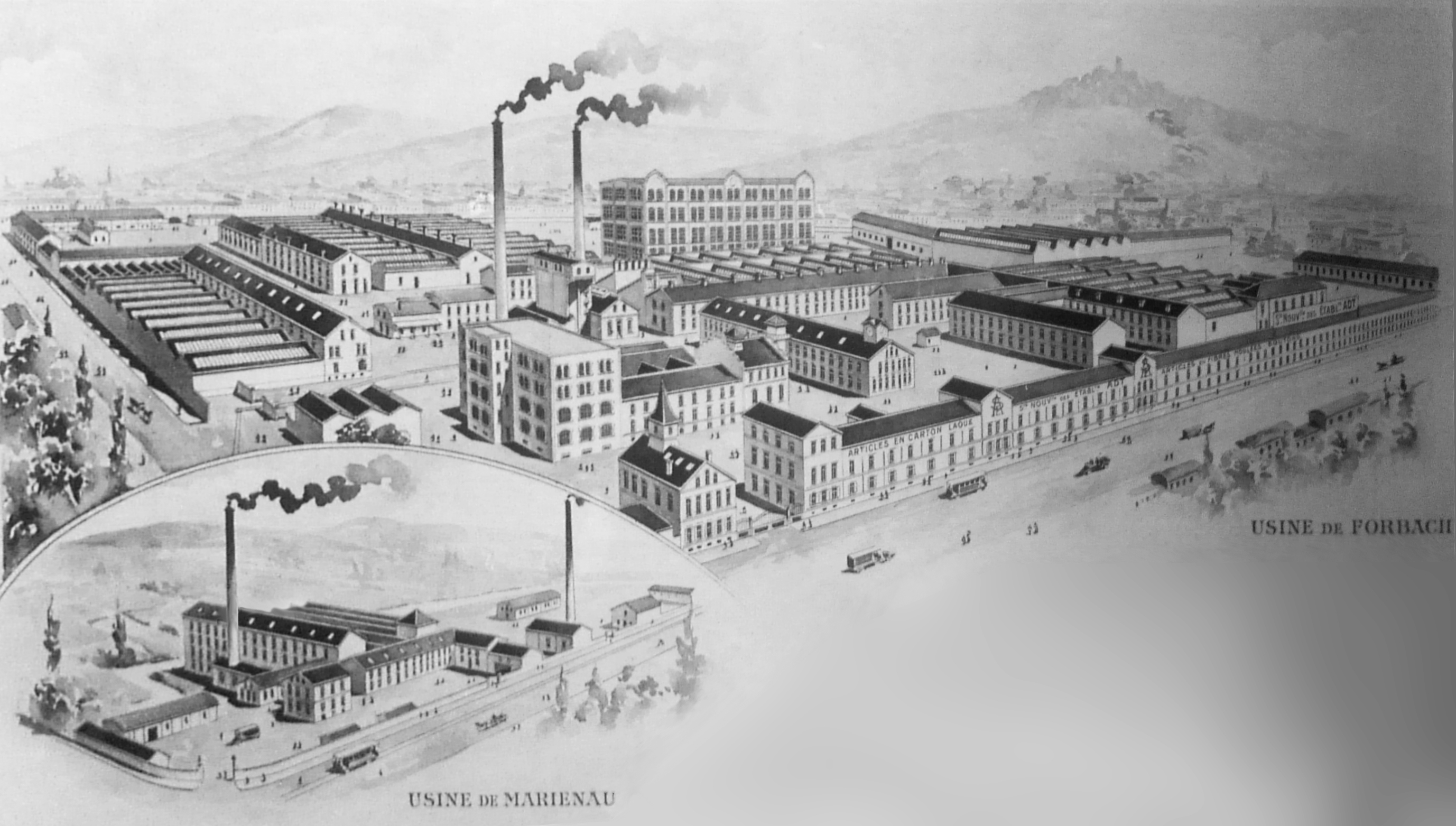
工业革命时期福尔巴克的工厂

古罗马时期，一条帝国道路从福尔巴克附近通过，但当地的建城史则起源于中世纪中后期，其发展与施洛斯贝格城堡紧密相连，后者由上翁堡牧师修建，最初于1257年被记载，属于洛林公国。文艺复兴时期，施洛斯堡城堡进行了大规模的扩建和翻新，城堡附近的山谷中出现了村落。三十年战争时期，黎塞留率兵占领了福尔巴克并烧毁了施洛斯贝格城堡。1697年《雷斯威克條約》签署后，洛林公国得以重建，1766年斯坦尼斯瓦夫一世逝世后，洛林重新回归法兰西。法国大革命后，福尔巴克成为摩泽尔省的一个市镇，连接省会梅斯的铁路于19世纪中期建成。普法战争期间，普鲁士军队于1870年8月6日与法兰西军队在福尔巴克附近展开福尔巴克-什皮什伦战役，战后福尔巴克及整个阿尔萨斯-洛林地区被德国占领，直至一战结束，彼时，福尔巴克所处的洛林矿区得到大面积开采，福尔巴克也由此发展成为该区域的工业中心。第二次世界大战期间再次被纳粹德军占领。二战后，福尔巴克重归法国，并成为摩泽尔省的一个副省会，其下属的福尔巴克区于2015年起和相邻的布莱摩泽尔区合并为福尔巴克-布莱摩泽尔区。
福尔巴克当地民间建有名为的地方史研究协会。

## 地理

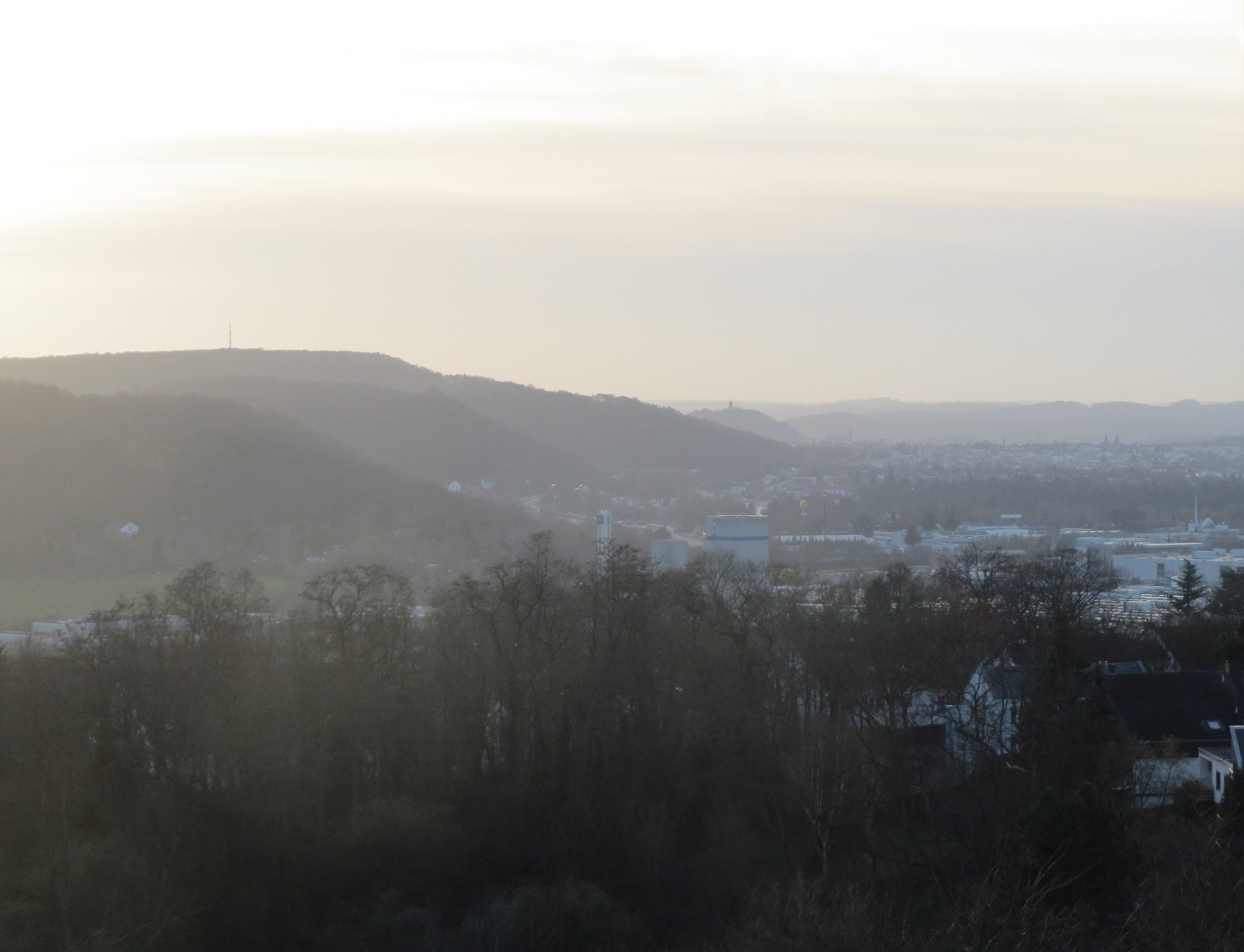
福尔巴克附近的山脉

福尔巴克位于法国东北部，大东部大区北部偏东和摩泽尔省中北部，距离省会梅斯大约60公里。与福尔巴克接壤的市镇包括：贝伦莱福尔巴克、埃茨兰、莫尔斯巴克、厄坦、小罗塞勒、舍内克、斯皮什伦、斯蒂兰旺代勒、大罗瑟尔恩、萨尔布吕肯。

### 地形
福尔巴克位于洛林高原北部，该区域被称为“瓦恩特”，境内以丘陵为主，全境海拔在192到388米之间。

### 水文
福尔巴克属于莱茵河流域，罗塞勒河（La Roselle）发源于境内。

### 植被
福尔巴克属于温带落叶林区，市区内的主要林地分布于市区东南和西北部的山坡上。

### 气候
福尔巴克在柯本气候分类法中属于带有大陆性特征的温带海洋性气候，冬季平均温度低于大陆西侧沿海同纬度地区。
距离福尔巴克最近的气象站位于萨尔布吕肯境内，以下为该气象站的数据（其中日照数据取自梅斯）：
| 萨尔布吕肯/梅斯1981年－2019年 | 萨尔布吕肯/梅斯1981年－2019年 | 萨尔布吕肯/梅斯1981年－2019年 | 萨尔布吕肯/梅斯1981年－2019年 | 萨尔布吕肯/梅斯1981年－2019年 | 萨尔布吕肯/梅斯1981年－2019年 | 萨尔布吕肯/梅斯1981年－2019年 | 萨尔布吕肯/梅斯1981年－2019年 | 萨尔布吕肯/梅斯1981年－2019年 | 萨尔布吕肯/梅斯1981年－2019年 | 萨尔布吕肯/梅斯1981年－2019年 | 萨尔布吕肯/梅斯1981年－2019年 | 萨尔布吕肯/梅斯1981年－2019年 | 萨尔布吕肯/梅斯1981年－2019年 |
| 月份                          | 1月                           | 2月                           | 3月                           | 4月                           | 5月                           | 6月                           | 7月                           | 8月                           | 9月                           | 10月                          | 11月                          | 12月                          | 全年                          |
| ----------------------------- | ----------------------------- | ----------------------------- | ----------------------------- | ----------------------------- | ----------------------------- | ----------------------------- | ----------------------------- | ----------------------------- | ----------------------------- | ----------------------------- | ----------------------------- | ----------------------------- | ----------------------------- |
| 历史最高温 °C（°F）           | 14.5 (58.1)                   | 20.5 (68.9)                   | 23 (73)                       | 27.7 (81.9)                   | 31.2 (88.2)                   | 35.2 (95.4)                   | 37.7 (99.9)                   | 37.1 (98.8)                   | 32.2 (90.0)                   | 25.7 (78.3)                   | 21.1 (70.0)                   | 17.1 (62.8)                   | 37.7 (99.9)                   |
| 平均高温 °C（°F）             | 3.4 (38.1)                    | 5.1 (41.2)                    | 9.6 (49.3)                    | 13.8 (56.8)                   | 18.2 (64.8)                   | 21.2 (70.2)                   | 23.6 (74.5)                   | 23.4 (74.1)                   | 19 (66)                       | 13.8 (56.8)                   | 7.7 (45.9)                    | 4.2 (39.6)                    | 13.6 (56.5)                   |
| 日均气温 °C（°F）             | 1 (34)                        | 2 (36)                        | 5.7 (42.3)                    | 9.1 (48.4)                    | 13.3 (55.9)                   | 16.3 (61.3)                   | 18.5 (65.3)                   | 18.2 (64.8)                   | 14.3 (57.7)                   | 10.1 (50.2)                   | 5 (41)                        | 2 (36)                        | 9.6 (49.3)                    |
| 平均低温 °C（°F）             | −1.5 (29.3)                   | −1.2 (29.8)                   | 1.9 (35.4)                    | 4.4 (39.9)                    | 8.5 (47.3)                    | 11.2 (52.2)                   | 13.4 (56.1)                   | 13.1 (55.6)                   | 9.9 (49.8)                    | 6.4 (43.5)                    | 2.3 (36.1)                    | −0.4 (31.3)                   | 5.7 (42.3)                    |
| 历史最低温 °C（°F）           | −17.2 (1.0)                   | −20.8 (−5.4)                  | −14.9 (5.2)                   | −6 (21)                       | −2.3 (27.9)                   | 0 (32)                        | 3.7 (38.7)                    | 3.9 (39.0)                    | −0.5 (31.1)                   | −6.1 (21.0)                   | −11.7 (10.9)                  | −18.7 (−1.7)                  | −20.8 (−5.4)                  |
| 平均降水量 mm（）             | 75.7 (2.98)                   | 63.9 (2.52)                   | 72.4 (2.85)                   | 56.8 (2.24)                   | 71.9 (2.83)                   | 67.3 (2.65)                   | 78.2 (3.08)                   | 69.5 (2.74)                   | 68.5 (2.70)                   | 84.4 (3.32)                   | 80.3 (3.16)                   | 95.2 (3.75)                   | 884.1 (34.81)                 |
| 月均日照時數                  | 46.1                          | 73.3                          | 119.8                         | 169.8                         | 173.3                         | 211.7                         | 200.1                         | 186.9                         | 149                           | 104.6                         | 46.5                          | 39.4                          | 1,520.5                       |
| 来源：infoclimat.fr           |                               |                               |                               |                               |                               |                               |                               |                               |                               |                               |                               |                               |                               |

## 行政区划
福尔巴克是法国大东部大区摩泽尔省的一个市镇，编号为57227，它也是摩泽尔省的一个副省会。福尔巴克下辖福尔巴克-布莱摩泽尔区，管理福尔巴克第一县、第二县和第三县，同时也是福尔巴克法国门城市圈公共社区的办公驻地。
福尔巴克市镇被划为7个街区，自2008年起实行街区自治制度。
法国国家统计与经济研究所（简称）在进行数据统计时，将福尔巴克单独设为一个城市核心区（Unité urbaine de Forbach），并将包括核心区在内的周边共25个市镇划为萨尔布吕肯-福尔巴克城市区（法国部分）。同时，还将福尔巴克市镇分为了11个“块区”（IRIS），以便于统计人口分布情况。

## 交通

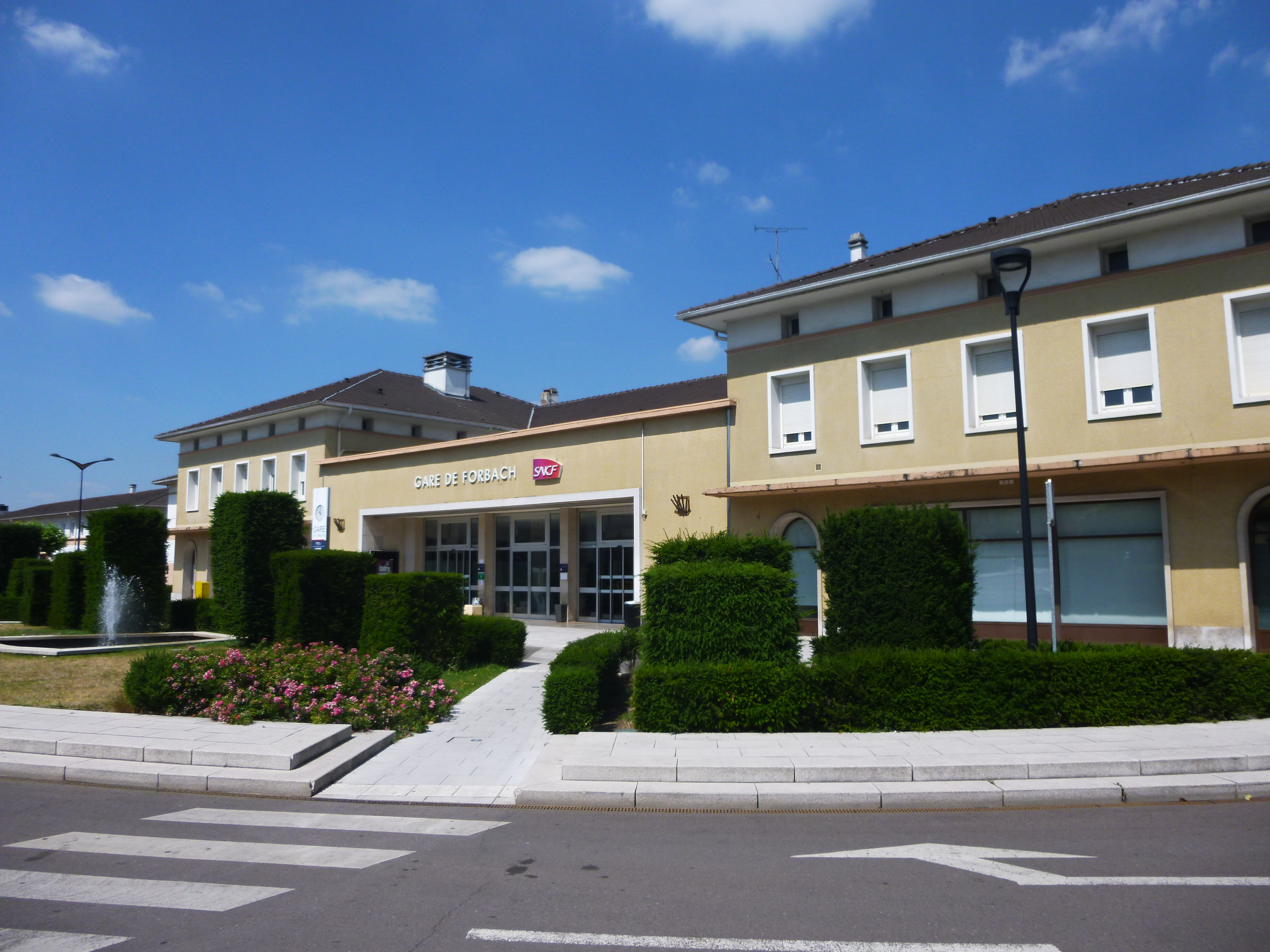
福尔巴克火车站

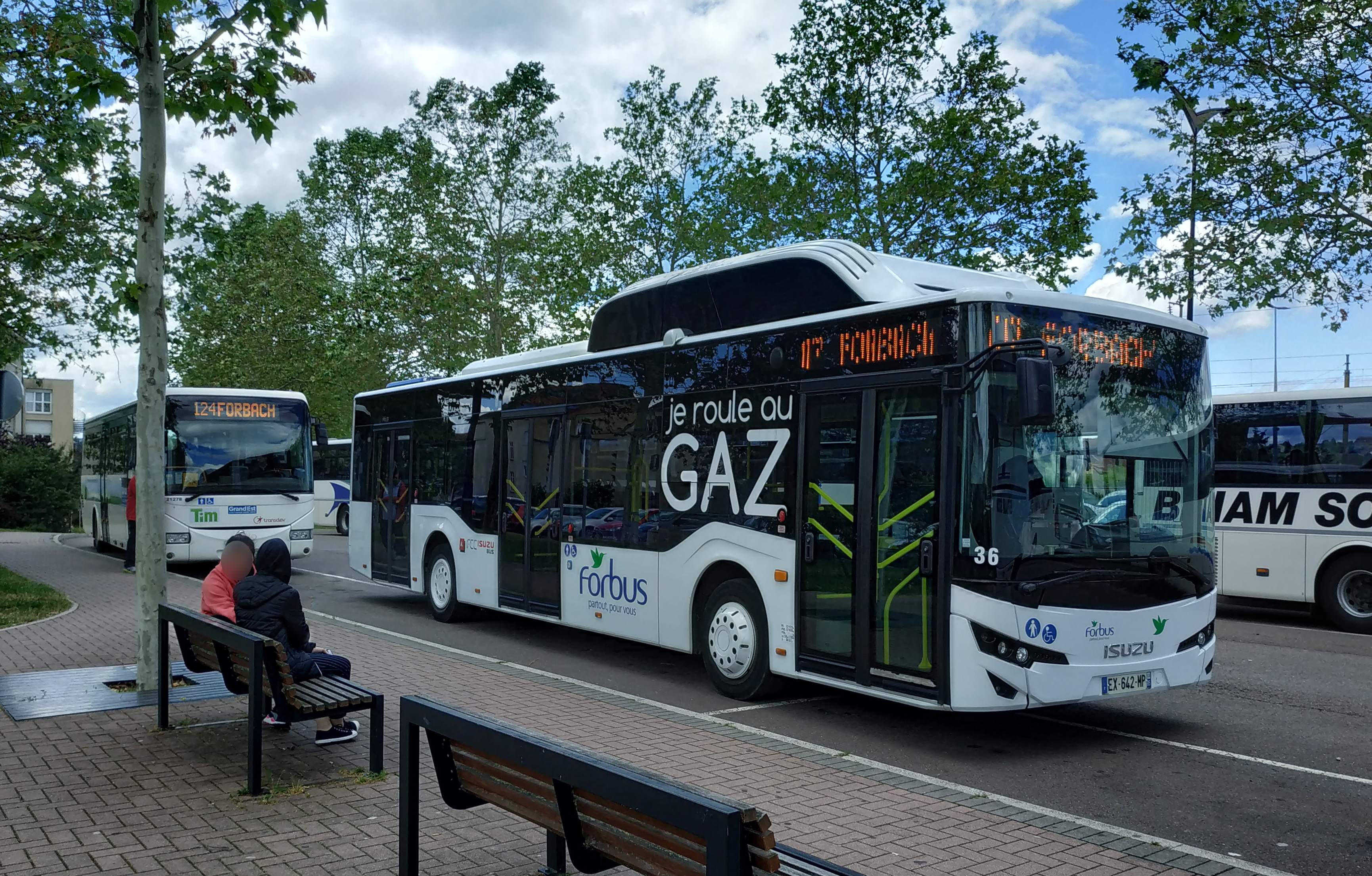
福尔巴克的一辆公共汽车

### 公路
A320高速公路和法国国道N3线从福尔巴克过境，另有多条摩泽尔省省道在福尔巴克境内交汇，大东部大区下属的城际客运提供巴士线路，可前往皮特朗日欧拉克和萨尔格米讷两地，并停靠沿线所有市镇。
2017年，68.2%的福尔巴克家庭拥有至少一辆的私人汽车。2018年，福尔巴克境内共发生各类交通事故5起，造成6人受伤。

### 铁路
福尔巴克位于雷米伊－斯蒂兰旺代勒铁路上，是一条重要的地方铁路干线。福尔巴克站位于市区中部，停靠往返于巴黎和法兰克福一线的高速列车以及往返于梅斯和萨尔布吕肯一线的区域列车。

### 航空
距离福尔巴克最近的民用航空站为萨尔布吕肯机场，距离福尔巴克市中心的公路里程约20公里。

### 城市公共交通
福尔巴克城市公共交通（商业名称为）是当地的城市公共交通系统。截至2020年9月，该系统共包括10条市区公交线路，路网覆盖了福尔巴克市区内的主要街道和居民区，另有一条前往德国境内的跨国公交线路，编号为30。

## 政治

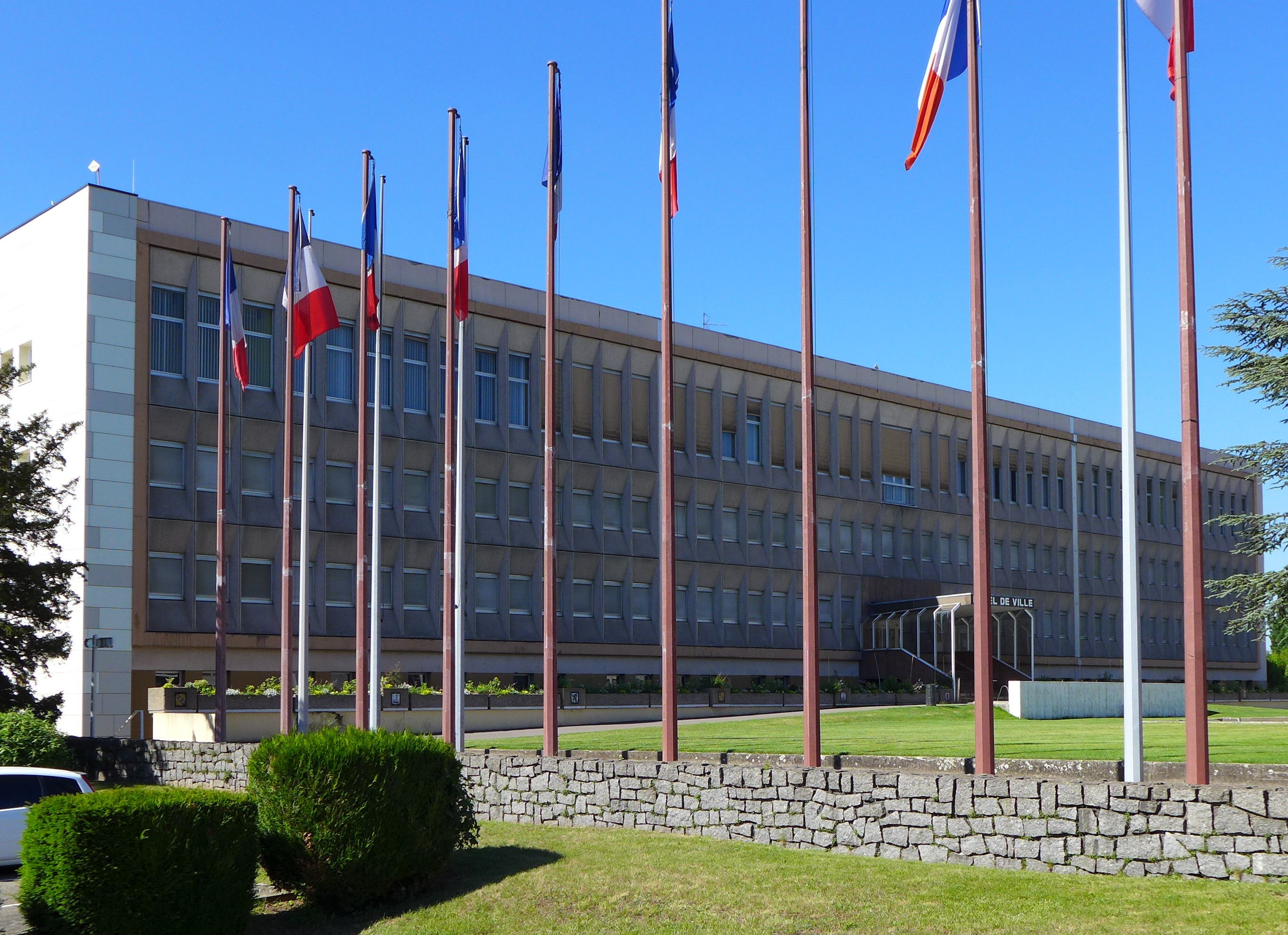
福尔巴克市政厅

福尔巴克的现任市长为亚历山大·卡萨罗先生（Alexandre Cassaro），他是共和党的一名成员，在2020年的市政选举中获得了35.24%的支持率。
在2017年的法国总统大选中，法国第25任总统埃马纽埃尔·马克龙在福尔巴克获得了57.5%的支持率。
| 福尔巴克历届市长 |                   |                                    |
| 任期             | 市长              | 党派                               |
| 1945年－1947年   | 爱德华·瓦格马克   | SFIO工人国际法国支部               |
| 1947年－1950年   | 约瑟夫·里特尔     | 不详                               |
| 1950年－1953年   | 加布里埃尔·迈     | 不详                               |
| 1953年－1988年   | 让-埃里克·布施    | UDR共和国保卫联盟 →RPR保衛共和聯盟 |
| 1988年－1989年   | 路易·乌佩尔       | RPR保衛共和聯盟                    |
| 1989年－1995年   | 让-埃里克·布施    | RPR保衛共和聯盟                    |
| 1995年－2008年   | 夏尔·斯蒂恩韦斯   | UDF法国民主联盟 →UMP人民运动联盟   |
| 2008年－2020年   | 洛朗·卡利诺夫斯基 | PS社会党                           |
| 2020年－         | 亚历山大·卡萨罗   | LR共和黨                           |

## 人口
2017年，福尔巴克市镇人口数量为21,552，在法国排名第420位。其中男性10,354人，女性11,198人，75岁及以上人口占8%，外籍人口数量为5,313人，人口密度为1,321人/平方公里，当地居民被称为（男性）或（女性）。2018年，福尔巴克境内出生251人，死亡人口230人。
| 年份   | 1936   | 1946  | 1954   | 1962   | 1968   | 1975   | 1982   | 1990   | 1999   | 2006   | 2011   | 2016   | 2017   |
| ------ | ------ | ----- | ------ | ------ | ------ | ------ | ------ | ------ | ------ | ------ | ------ | ------ | ------ |
| 人口數 | 12,167 | 9,599 | 21,591 | 21,704 | 23,120 | 25,244 | 27,187 | 27,076 | 22,807 | 21,956 | 21,561 | 21,627 | 21,552 |

## 经济
福尔巴克历史上因洛林煤矿而获得发展，其开采活动已于20世纪后期完全停止，现为一个区域性的中心城市，当地共有各类用人单位2,533家，其中98.78%为中小型企业，平均历史为16年，行政、医疗及社会服务是当地的主要就业岗位类型。

## 财政收入
2018年，福尔巴克的财政收入总额为26,859,200欧元，财政支出总额为24,912,600欧元，当年的债务总额为36,971,600欧元。
2014年，福尔巴克的人均收入总额为2,353欧元，其中高职人员为4,156欧元，普通职员为1,722欧元。
2017年，福尔巴克境内的青壮年（15至64岁）失业率为26.9%，当地30.2%的家庭拥有纳税资格。

## 社会事务

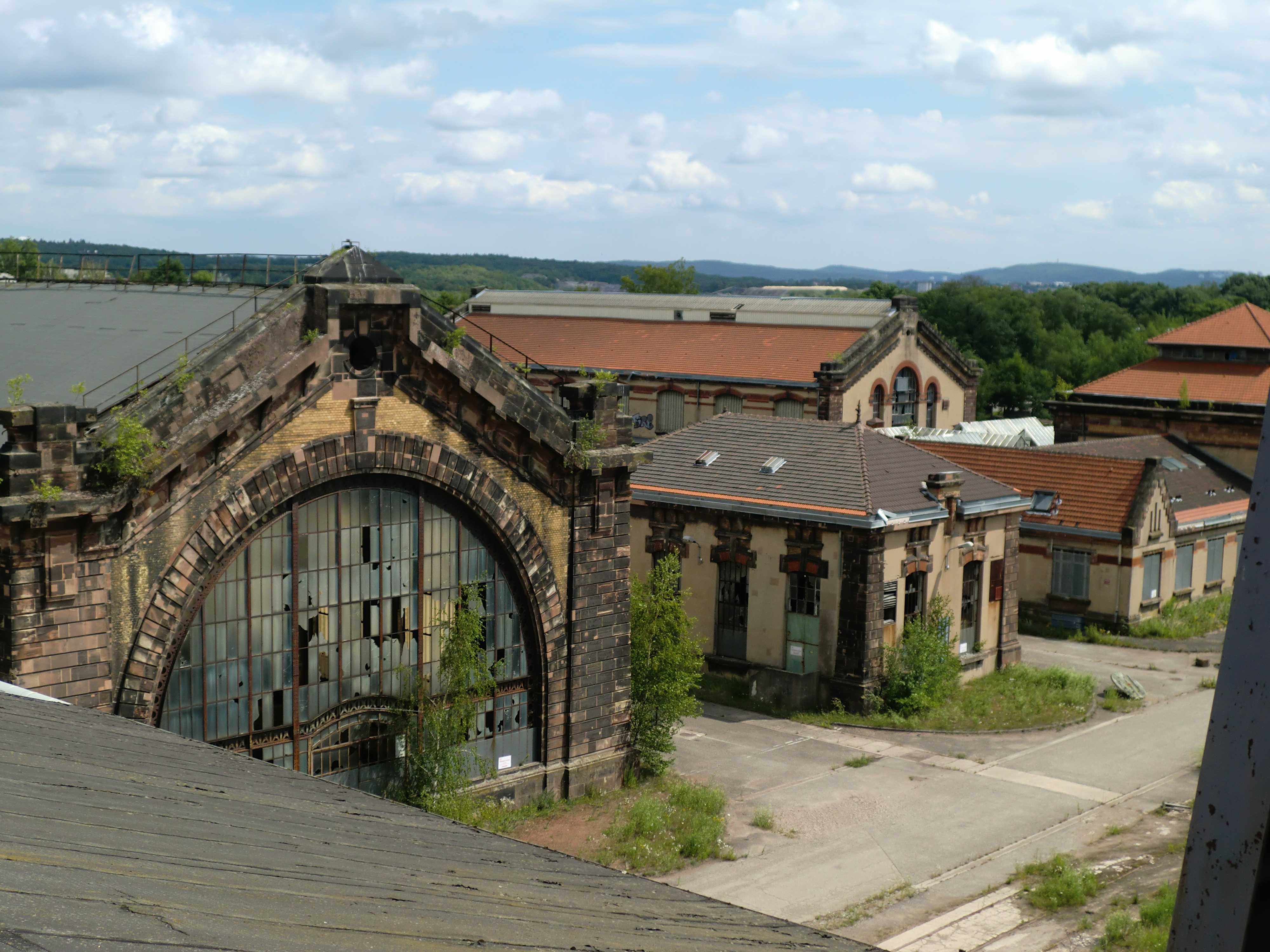
工厂旧址

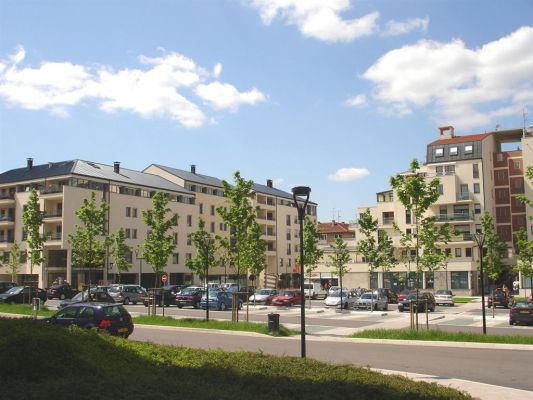
福尔巴克的现代居民区

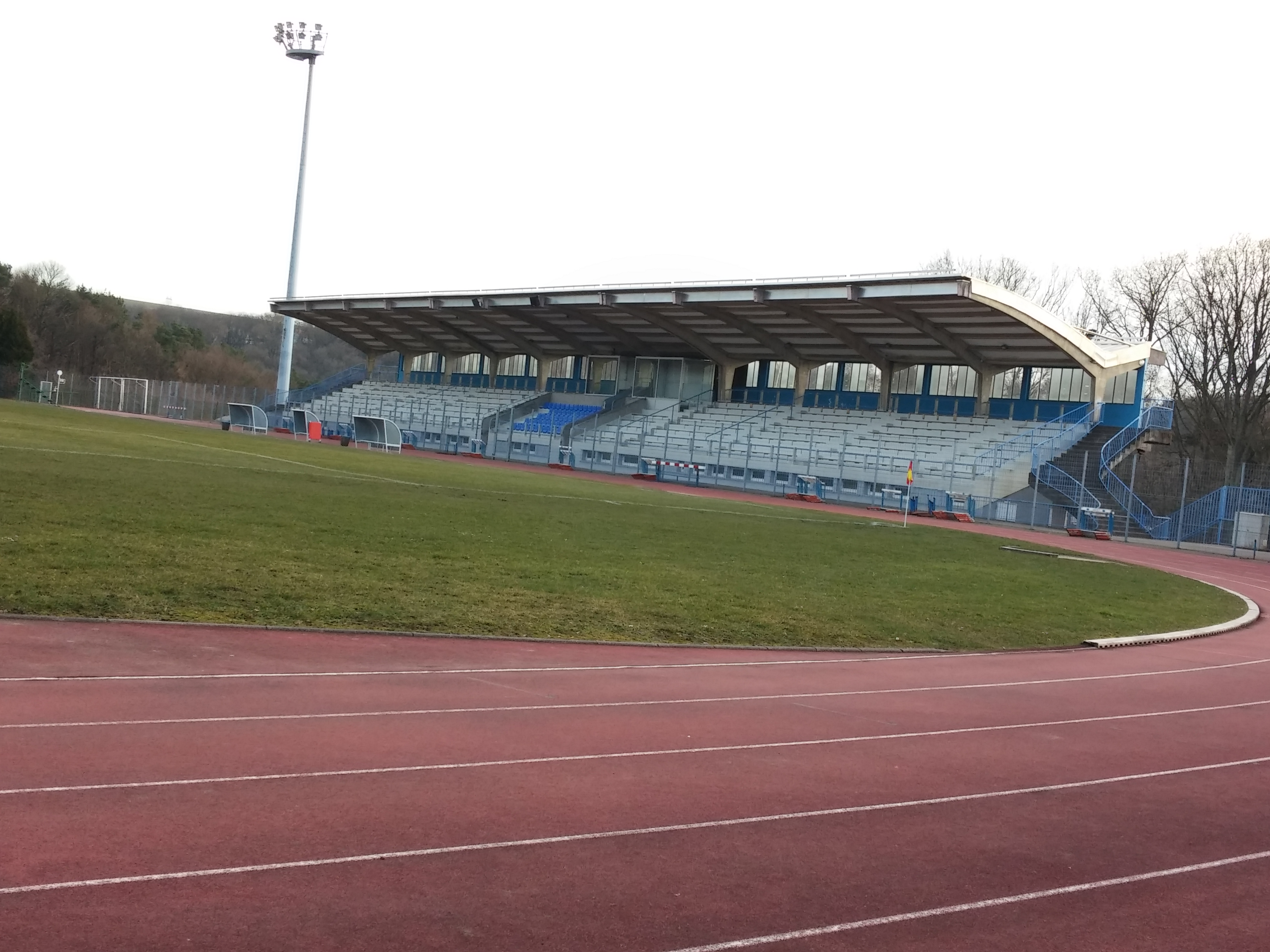
施洛斯堡球场

### 教育
福尔巴克属于南锡-梅斯学区。截止2019年1月1日，福尔巴克境内共有3所幼儿园、7所小学、3所初级中学、3所普通高中和1所职业高中。2018至2019学年度，福尔巴克境内共有在校中小学生3,506名。
在高等教育方面，洛林大学东摩泽尔省应用技术学院（IUT de Moselle-Est，2018年以前属梅斯大学）在福尔巴克设有一个校区，开设有“机械生产技术”（GMP）和“企业行政管理”（GEA）两个专业。

### 医疗
截止2019年1月1日，福尔巴克境内共有全科医生17名、保健师23名、牙医22名、护士38名、耳科医生3名、眼科医生3名、皮肤科医生2名、助产士5名、儿科医生0名和妇科医生4名。境内共有药房8家、养老院3家、残疾人帮扶中心4家。
福尔巴克中心医院，全名为“福尔巴克-圣阿沃尔德市际中心医院”（Centre Hospitalier Inter Communal des Hôpitaux de Forbach et Saint-Avold），是法国的一个区域性医疗机构，其福尔巴克病区设有床位236个，是当地规模最大的公立综合性医院。

### 住房
2017年，福尔巴克境内共有各类住房10,827套，其中85.2%为常住房屋。集中式居民区主要分布在市区东北部以及相邻的斯蒂兰旺代勒境内。

### 商业
2018年，福尔巴克境内共有各类商铺1,317家，其中餐饮服务类625家。市区西南部建有大型开放式商业街区。

### 体育
2019年，福尔巴克境内共有1家游泳池、6间健身房、1座综合体育场、12处网球场、1处马术场、8处足球或橄榄球场以及4处篮球或排球场。
福尔巴克体育俱乐部是当地的一支足球队，成立于1909年，曾于1957至1966年间为职业俱乐部，2020至2021赛季参加大东部大区足球联赛，其主场施洛斯堡球场可同时容纳超过5千名观众，是当地规模最大的体育设施。

### 环境
福尔巴克的环境事务由其所属的公共社区负责。2018年，福尔巴克境内共有2家污染企业。

### 治安
2014年，福尔巴克及附近地区共发生各类案件2,073起，其中盗窃类案件1,367起，经济类案件195起，毒品交易类案件91起。

## 文化
2019年，福尔巴克境内共有1家剧场、1家电影院和1家音乐厅。福尔巴克市政府提供多媒体中心，向公众全年开放。

### 建筑
福尔巴克境内有多处历史遗迹，其中福尔巴克圣十字小教堂为法国国家文物保护单位；施洛斯堡城堡遗址附近所建的施洛斯堡塔（la tour Schlossberg）常被认作的福尔巴克的城市标志；圣雷米教堂、新教教堂、巴拉比诺城堡等亦为当地的代表性历史建筑物。

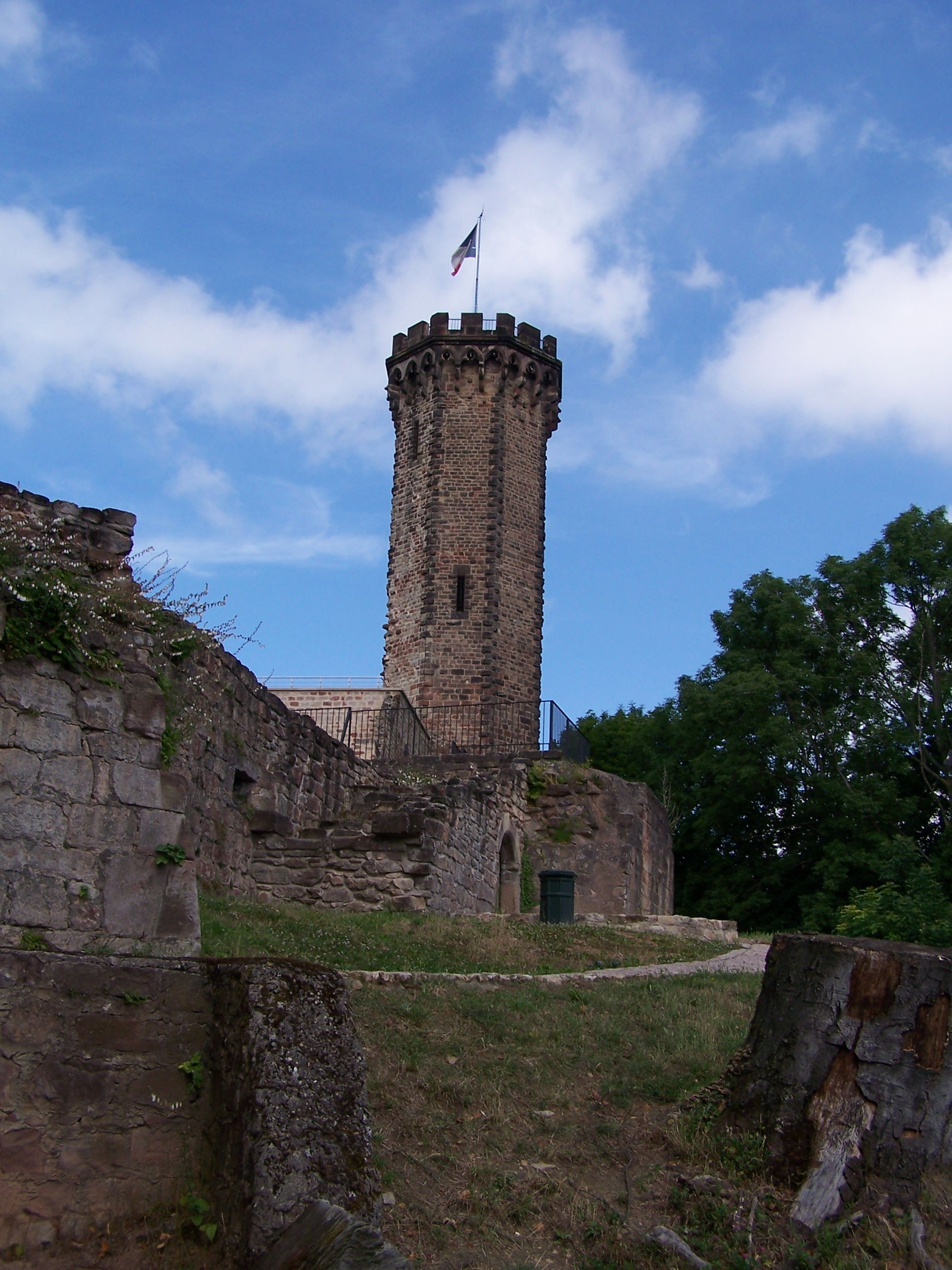
施洛斯堡塔
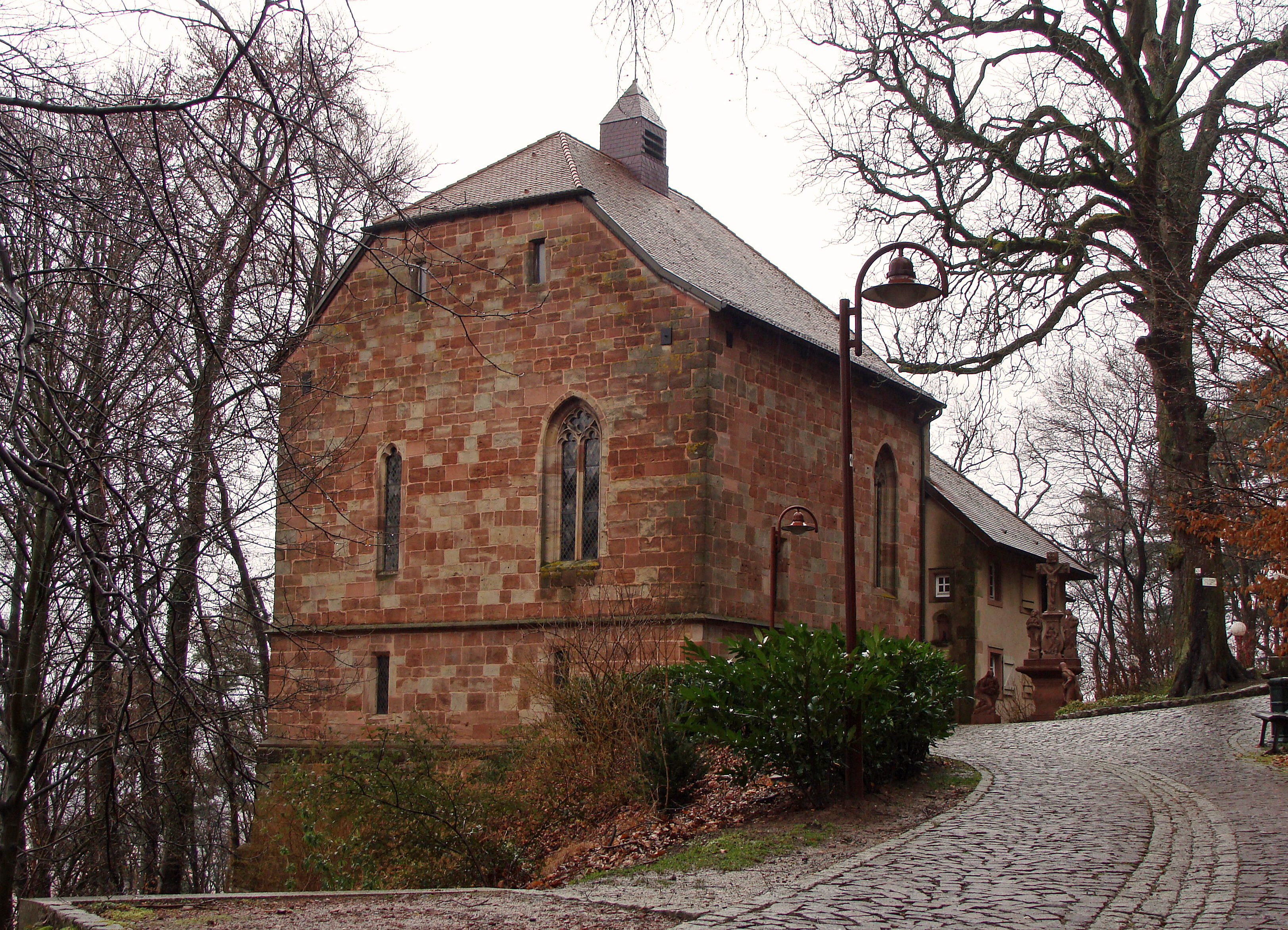
圣十字小教堂（法语：Chapelle Sainte-Croix de Forbach）
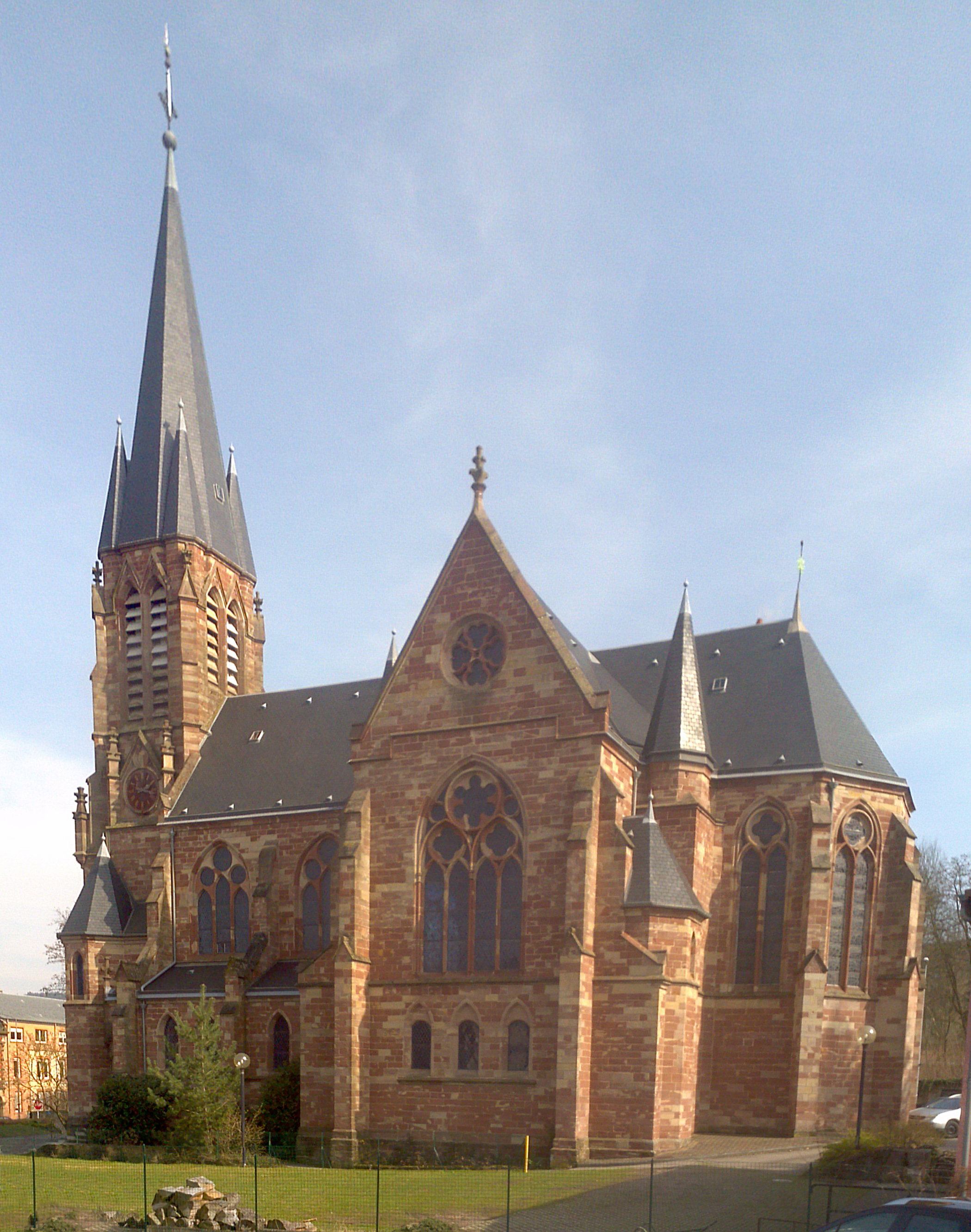
新教教堂（德语：Protestantisch-lutherische Pfarrkirche Forbach）
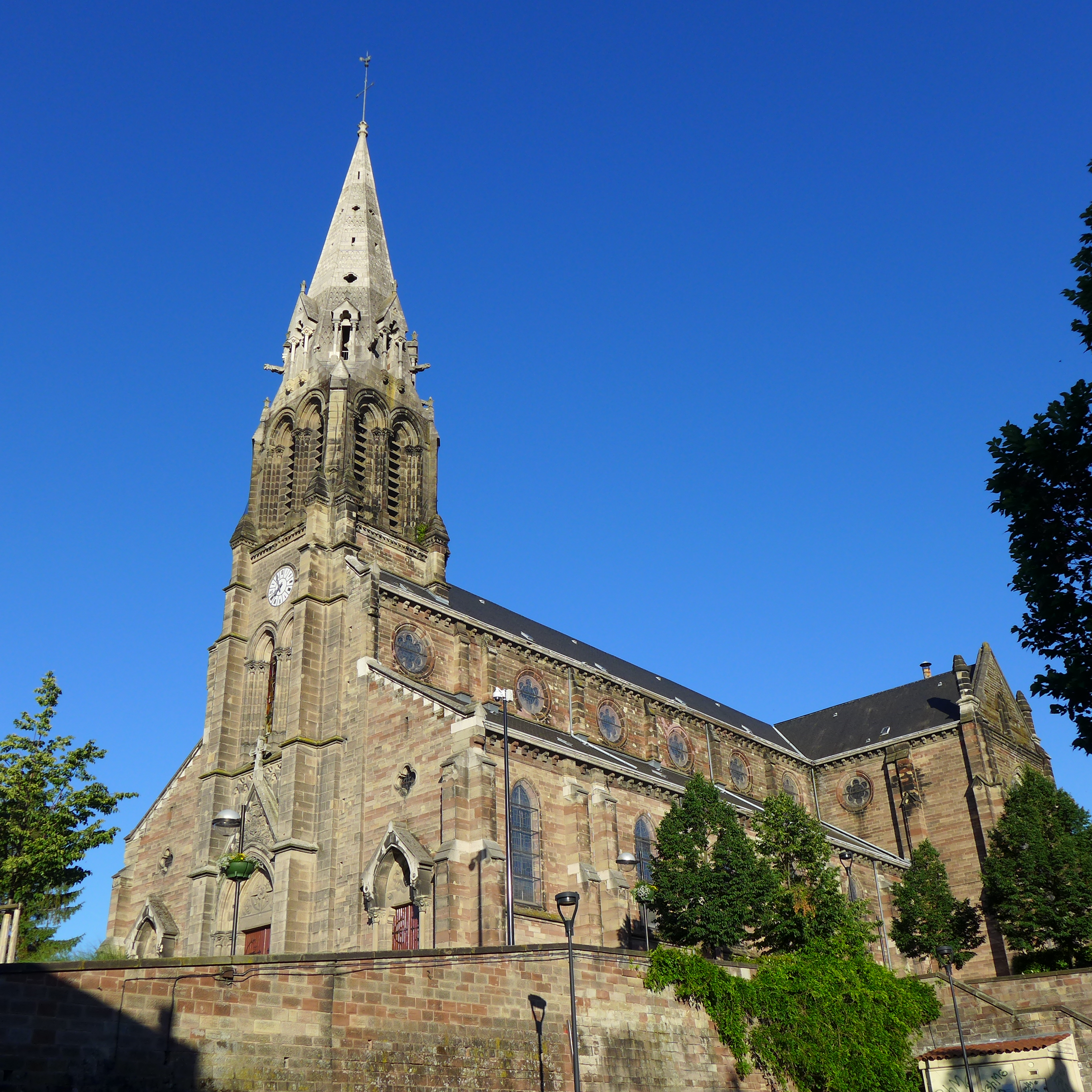
圣雷米教堂（法语：Église Saint-Rémi de Forbach）
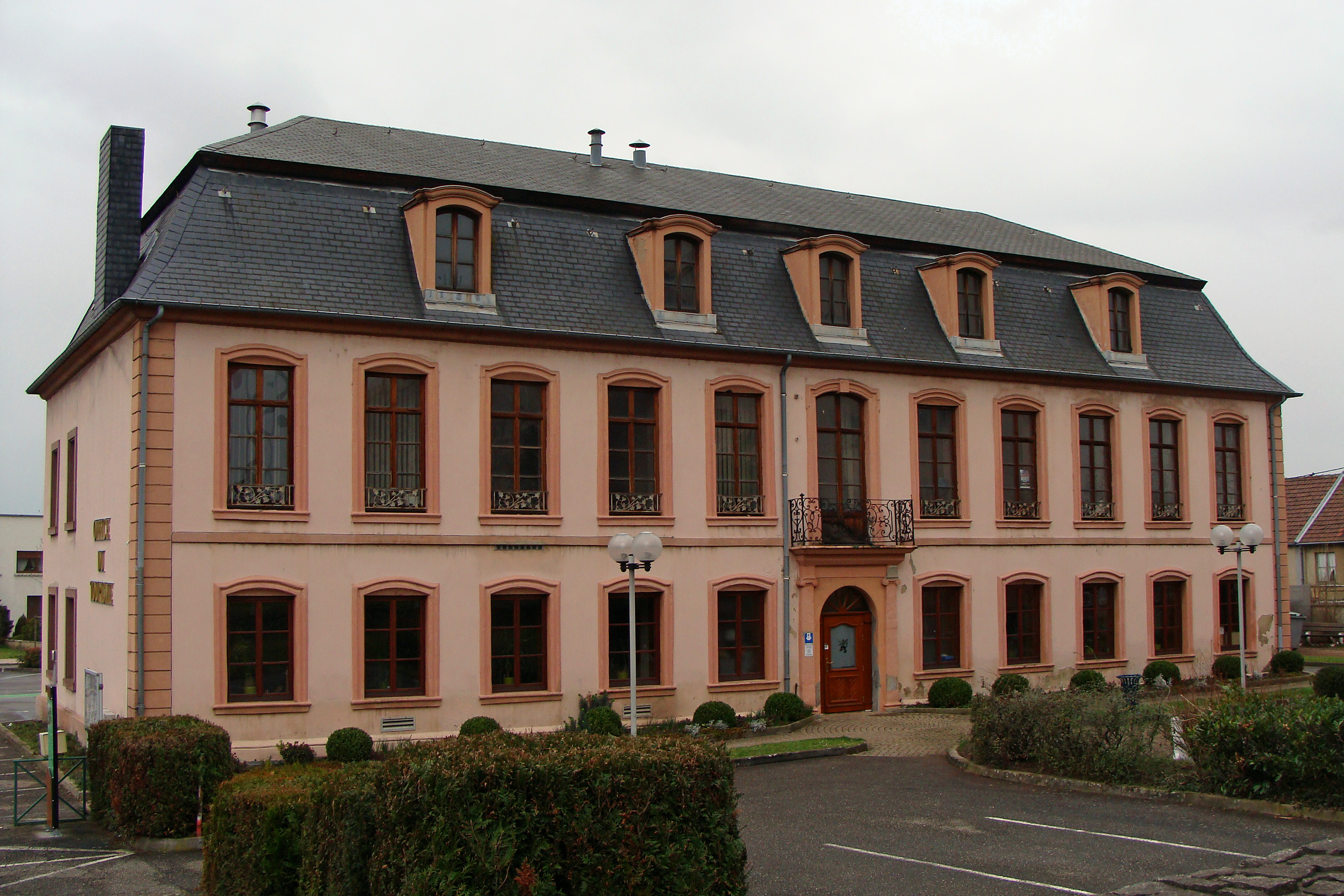
巴拉比诺城堡（法语：Château Barrabino）
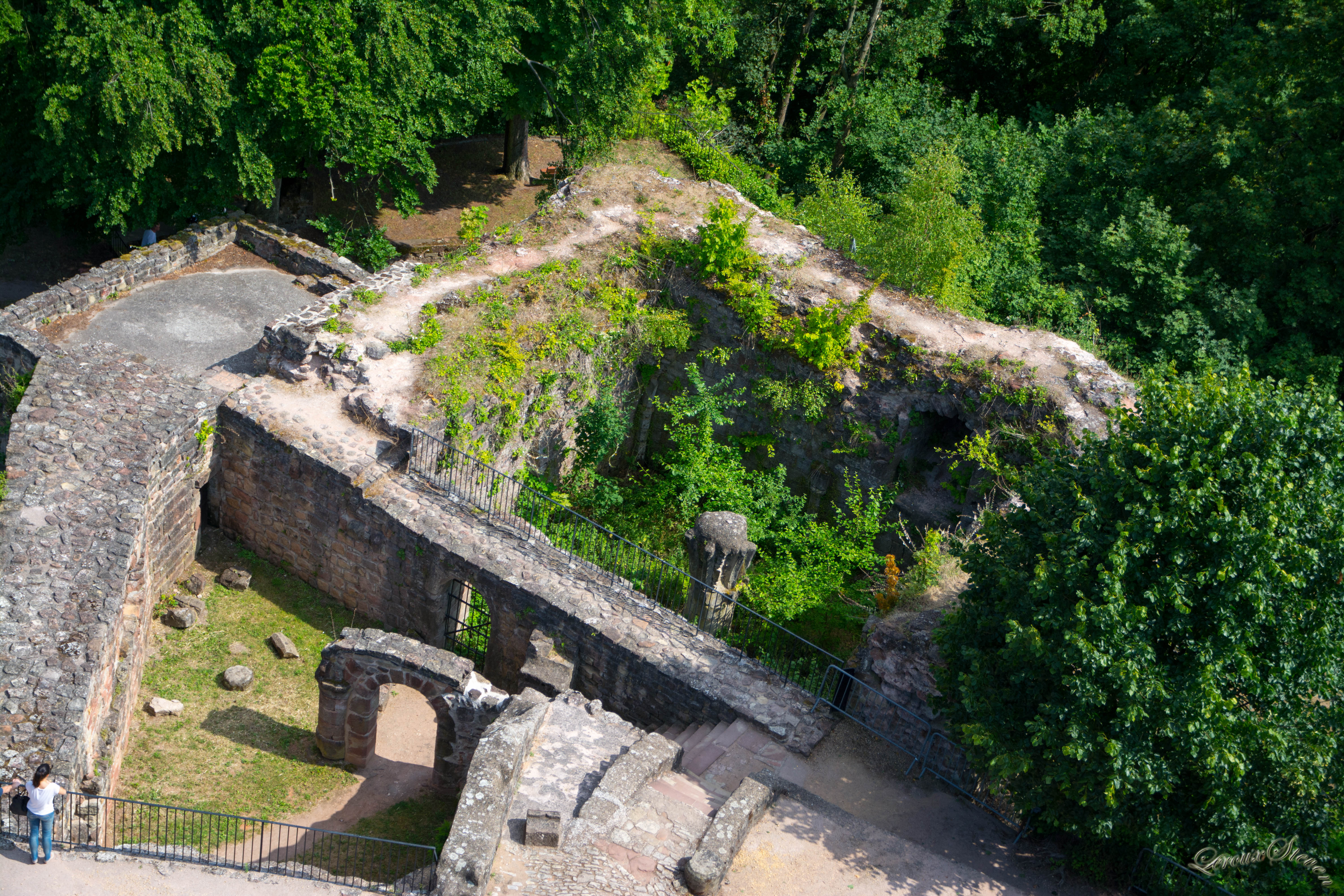
施洛斯堡城堡（法语：Château du Schlossberg (Forbach)）遗址
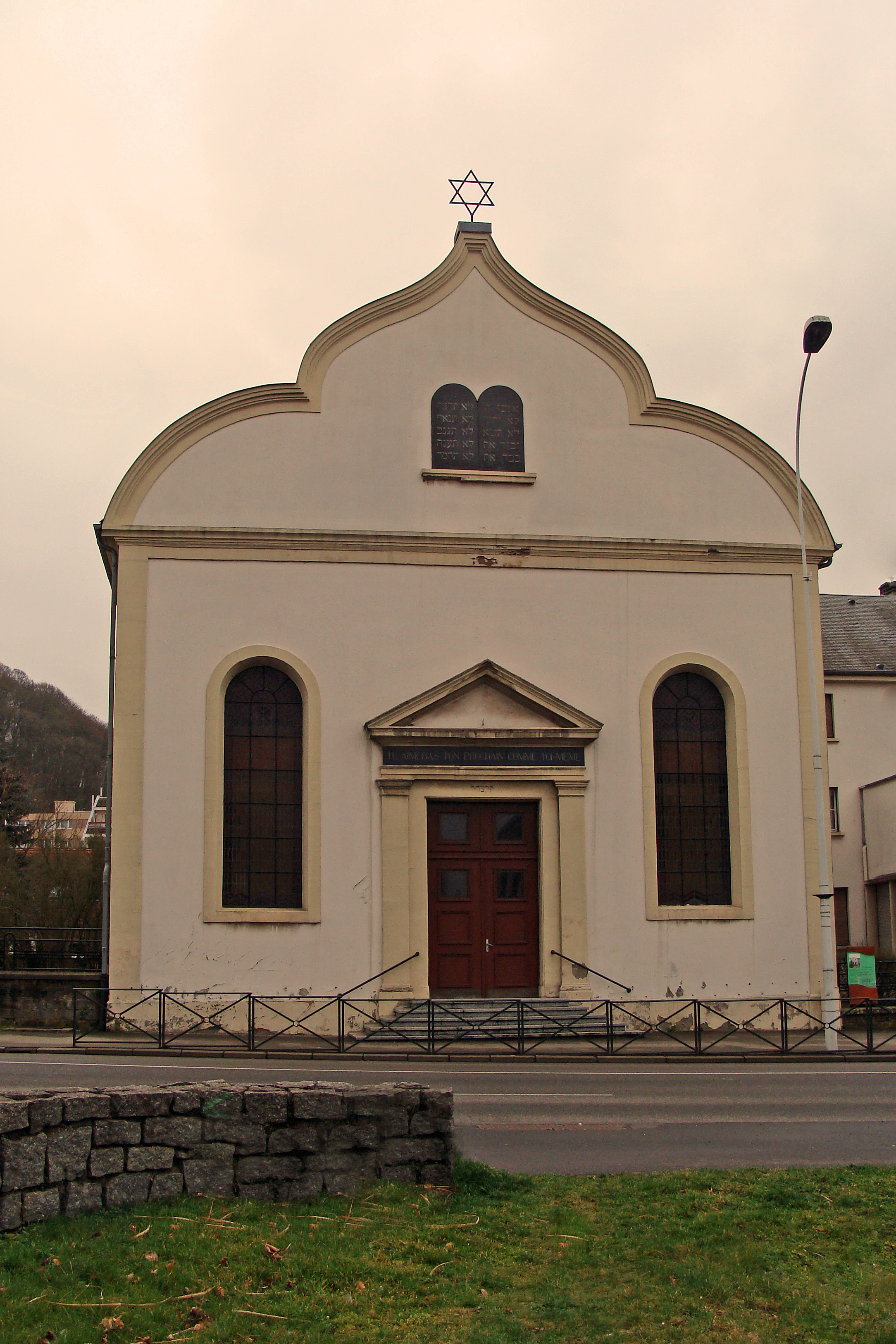
犹太教堂（法语：Synagogue de Forbach）

### 旅游
福尔巴克的旅游事务由其所属的公共社区负责。2020年，福尔巴克境内共有3家宾馆共计114间房间。

### 媒体
法国主要的媒体均可在福尔巴克接收，法国电视三台下属的大东部大区频道在部分时段播出福尔巴克所属区域的地方新闻。

## 相关人物
法国女歌手派翠西亚·凯丝出生于福尔巴克，其单曲《一个东部的女孩》（Une fille de l'est）被认为是福尔巴克乃至整个北洛林地区的现代民谣。
此外德意志文学家约翰·菲沙尔特曾长居并逝世于福尔巴克。

## 友好城市
截至2020年10月，福尔巴克共与四座城市互为友好城市关系：
- 德国 弗尔克林根
- 義大利 拉瓦努萨
- 羅馬尼亞 特爾古捷烏
- 唐吉埃塔[44]